# Strepsichordaia stellifera
Strepsichordaia stellifera är en svampdjursart som först beskrevs av James Scott Bowerbank 1877.  Strepsichordaia stellifera ingår i släktet Strepsichordaia och familjen Thorectidae. Inga underarter finns listade i Catalogue of Life.